# ویلیس جیپ تراک
ویلیس جیپ تراک (Willys Jeep Truck) خودرویی است که در سال‌های ۱۹۴۷ تا ۱۹۶۵تولید شده‌است. طراحی آن موتور جلو و توزیع نیروی پیشران و خودرو چهار چرخ محرک بوده وزن آن در حالت طبیعی ۳٬۱۰۰ پوند (۱٬۴۰۶ کیلوگرم)  است. سیستم جعبه‌دندهٔ آن ۳ دنده به صورت دستی است.